# غاري كونينغهام
غاري كونينغهام هو لاعب هوكي الجليد كندي، ولد في 28 أغسطس 1950 في ويلاند في كندا.

## وصلات خارجية
- غاري كونينغهام على موقع EliteProspects.com (الإنجليزية)
- غاري كونينغهام على موقع HockeyDB.com (الإنجليزية)
- غاري كونينغهام على موقع Hockey-Reference.com (الإنجليزية)